# Cuộc nổi dậy Stennes
Cuộc nổi dậy Stennes, là cuộc đấu tranh nội bộ trong giới lãnh đạo Đảng Đức Quốc xã, được cầm đầu bởi Walter Stennes (1895-1989), viên chỉ huy tổ chức vũ trang bán quân sự Sturmabteilung (SA) của Đảng Đức Quốc xã tại vùng Berlin, đã nổ ra 2 lần vào các năm 1930-1931: lần đầu vào mùa hè năm 1930 và lần cuối vào mùa xuân năm 1931. Các cuộc nổi dậy xuất phát từ căng thẳng và xung đột nội bộ trong Đảng Đức Quốc xã (NSDAP), đặc biệt là giữa lãnh đạo tổ chức Đảng có trụ sở tại München đứng đầu là Hitler, với lãnh đạo của Sturmabteilung (SA) ở các vùng khác của nước Đức.